# Future Stream
《Future Stream》（フューチャーストリーム）是聲優團體sphere的第一張單曲。在2009年4月22日由Lantis發行。

## 概要
- 分2種類型發行分別初回限定盤DVD和通常盤。
- 加入『Trickster Online』的系列編碼。
- 初回限定盤有特製小冊子。

## 收錄曲

### 通常盤
1. Future Stream[4:22]
  - 作詞：畑亞貴 / 作曲・編曲：山口朗彦
  - 電視動畫《初恋限定。》主題歌
  - 音樂情報節目《Run Run LAN!》2009年4月・5月度主題歌
2. Treasures!![4:08]
  - 作詞：畑亞貴 / 作曲・編曲：黑須克彦
  - 網路遊戲《Trickster Online》印象歌
3. Future Stream(instrumental)
4. Treasures!!(instrumental)

### DVD（初回限定盤）
1. Future Stream (Music Clip)

## 外部連結
- Pl@net sphere（页面存档备份，存于）（sphere 官方網站）